# هالبرشتات دی‌.آی
هالبرشتات دی. آی (به انگلیسی: Halberstadt_D.I) یک هواگرد ملخ‌پیشین تک‌موتوره از نوع جنگنده ساخت شرکت Halberstädter Flugzeugwerke است. هواگرد هالبرشتات دی. آی نخستین پروازش را در ۱۹۱۵ میلادی انجام داد. در مجموع، تعداد ۲ فروند از این هواگرد ساخته شده‌است.